# Emmanuel Banda
Emmanuel Banda, né le 29 septembre 1997 à Chililabombwe en Zambie, est un footballeur international zambien. Il joue au poste de milieu relayeur au Maccabi Bnei Reineh.

## Biographie

### En club
Il participe aux tours qualificatifs de la Ligue Europa 2017-2018, avec le club belge du KV Ostende, mais le club ne parvient pas atteindre la phase de groupes, car il est éliminé par l'Olympique de Marseille.
Le 15 janvier 2019, il est prêté pour six mois à l'AS Béziers, qui évolue alors en Ligue 2, où il portera le numéro 12.
Le 22 février 2020, il s'engage en faveur du Djurgårdens IF, champions de Suède en titre. 

### En équipe nationale
Avec les moins de 20 ans, il participe à la Coupe d'Afrique des nations des moins de 20 ans en 2017. Lors de cette compétition, il inscrit un but contre le Mali. La Zambie remporte la compétition en battant le Sénégal en finale.
Il dispute ensuite quelques mois plus tard la Coupe du monde des moins de 20 ans organisée en Corée du Sud. Lors du mondial junior, il inscrit deux buts, contre l'Iran, et l'Allemagne. La Zambie s'incline en quart de finale face à l'Italie.
Il reçoit sa première sélection en équipe de Zambie le 5 septembre 2017, contre l'Algérie, lors des éliminatoires du mondial 2018 (victoire 0-1).  En décembre 2023, il est retenu dans la liste des vingt-sept joueurs zambiens sélectionnés par Avram Grant pour disputer la Coupe d'Afrique des nations 2023.

## Palmarès
- Équipe de Zambie des moins de 20 ans
  - Vainqueur de la Coupe d'Afrique des nations des moins de 20 ans en 2017